# آذرگون
آذرگون گیاهی است از تیره مرکبیان که علفی و یکساله است. ارتفاعش ۲۰ تا ۴۰ سانتیمتر است و به طور خودرو در مزارع و اراضی مزروع غالب نواحی معتدل می‌روید.